# Sandro Platzgummer
Sandro Platzgummer (Innsbruck, 10 marzo 1997) è un giocatore di football americano austriaco, di ruolo runningback.
Ha iniziato a giocare da bambino ai Tirol Raiders; nel 2020 è stato selezionato dai New York Giants, nella cui practice squad militerà per tre stagioni. Nel 2023 è tornato ai Raiders, coi quali ha disputato il campionato semiprofessionistico ELF, per poi passare ai Frankfurt Galaxy.
Suo fratello Adrian è stato suo compagno di squadra in entrambi i periodi passati con la maglia dei Raiders.